# Helmut Schön
Helmut Schön (Dresden, Alemanya, 15 de setembre de 1915 - Wiesbaden, Alemanya, el 23 febrer de 1996) va ser un futbolista i entrenador de futbol alemany. És especialment recordat per la seva excepcional carrera com a entrenador de la República Federal d'Alemanya.